# Asyndetus archboldi
Asyndetus archboldi är en tvåvingeart som beskrevs av Robinson och Mark Deyrup 1997. Asyndetus archboldi ingår i släktet Asyndetus och familjen styltflugor. Inga underarter finns listade i Catalogue of Life.